# Imre Pulai
Dans le nom hongrois Pulai Bence, le nom de famille précède le prénom, mais cet article utilise l’ordre habituel en français Bence Pulai, où le prénom précède le nom.
Imre Pulai, né le 14 novembre 1967 à Budapest, est un céiste hongrois participant aux courses en ligne (500 et 1 000 m).

## Biographie
Il participe à ses premiers Jeux olympiques à l'âge de vingt ans lors de l'édition de 1988 à Séoul atteignant la finale du C-1 1 000 m, finissant sixième. Cinq ans plus tard, il devient champion du monde en C-4 1 000 m, titre qu'il conserve l'année suivante. En 1995, il remporte son unique médaille d'or individuelle en Championnat du monde sur le 1 000 m, ce qui lui vaut le titre de sportif hongrois de cette année. Lors des Jeux olympiques d'été de 1996, il obtient la médaille de bronze sur le C-1 500 m. 
Ensuite, il a commencé à s'associer avec Ferenc Novák, étant médaillé d'argent aux Mondiaux 1999 avec son partenaire sur le 500 m puis gagnant le titre olympique à Sydney en 2000 lors de la même épreuve. 
Son dernier titre international date de 2003, décrochant sa quatrième couronne mondiale sur le C-4 1 000 m.
En 2008, Imre Pulai a rencontré des membres de la Fédération internationale de luge à Berlin afin d'aider à promouvoir la course en Hongrie, sport qu'il a commencé à pratiquer en 2005.
Son fils Bence Pulai est un nageur de haut niveau.